# Üzemirányító központ
Az üzemirányító központ (röviden: ÜIK), illetve a körzeti diszpécser szolgálat (röviden: KDSZ) vagy az országos diszpécser szolgálat (röviden: ODSZ) egy villamosenergia rendszerüzemeltető (átviteli rendszerirányító vagy elosztótársaság) központi vezénylő, illetve távfelügyeleti központja, mely általában 24-órás szolgálati rendben működik. E vezénylő központok a magyar villamosenergia-rendszer (röviden: VER) minden feszültségszintű villamos hálózatát lefedik, kezdve a kisfeszültségtől (röviden: KIF), a középfeszültségen (röviden: KÖF) át, a nagyfeszültségig (röviden: NAF).

## Vezénylő rendszer
A központ "lelke" egy - ma már - informatikai alapokon működő felügyeleti, szabályozó és adatgyűjtő (angolul: Supervisory Control and Data Acquisition, röviden: SCADA) rendszer. Több monitoros munkaállomásokon, továbbá esetenként egy nagyméretű kijelző felületen követhetik nyomon a szolgálatot teljesítő diszpécserek a felügyeletük alá tartozó villamosenergia rendszer villamosenergia áramlásait, aktuális terhelési, illetve kapcsolási állapotait, továbbá a kapcsolódó erőművek blokkonkénti pillanatnyi villamosenergia-termelését. A távkezelhetőség biztosítása érdekében a villamos hálózatokon a központi vezénylőből érkező parancsok fogadására, továbbá a hálózat irányából érkező állapotjelek továbbküldésére végponti egységek, ún. RTU-k (Remote Terminal Unit) működnek. Az RTU-kon keresztül képesek a diszpécserek távolból kapcsolni a hálózati kapcsolóberendezéseket. Ezt a rendszert nevezik "távkezelt", illetve "telemechanizált" rendszernek is. Hasonló - SCADA alapú - vezénylő rendszerei vannak a nagyobb erőműveknek és ipari fogyasztóknak (pl. vasművek, vegyiüzemek), illetve újabban az ún. smart grid (okoshálózati) rendszereknek is.

## Hierarchikus felépítés
A VER és általában a világ minden országos, vagy regionális üzemirányító rendszere hierarchikus felépítésű. A legalsó szintet képezik a tulajdonképpeni ÜIK-ek, melyek ma már a kisfeszültségű és a középfeszültségű hálózatok távfelügyeletét is ellátják. Felettük regionális szerepet töltenek be a KDSZ-ek, melyek általában egy elosztótársaság egészének, vagy egy régió elosztóhálózatának az üzemirányítási feladatait látják el nagyfeszültségen. Az egyes KDSZ-ek egymással együttműködnek és együttesen egy szabályozási zónát alkotva becsatlakoznak az átviteli rendszerirányító egyetlen Országos Diszpécser Szolgálatába (ezt korábban Országos Villamos Teherelosztónak, OVT-nek is hívták). Az ODSZ redundáns kiépítésű, tartalék vezénylő, továbbá szimulátor-rendszer is rendelkezésre áll, így meglehetősen üzembiztosnak tekinthető.

## Az üzemirányítás jelentősége
A villamos energiát ma még - ipari méretekben - csak nagyon drágán lehet tárolni, így a fő szabály még ma is az, hogy mindig annyi villamosenergiát kell megtermelni, vagy importálni, amennyi a magyar villamosenergia-rendszeren elfogy. Ennek szabályozása, kiegyensúlyozása, vészhelyzet esetén az újraépítése az üzemirányító központok fő feladata.
Ezen kívül az egyes tervezett karbantartások, hálózatépítések idejére központilag el kell végezniük a feszültségmentesítést és az újra-teherelosztást célzó hálózati kapcsolásokat.
A VER kiegyensúlyozására a villamosenergia átviteli rendszerirányító ún. rendszerszintű szolgáltatásokat vesz igénybe az azt pénzügyi kompenzációért felajánló erőművektől, illetve erőmű csoportoktól (virtuális erőművek). E szolgáltatás lehet az erőmű felterhelésének, illetve leterhelésének a vállalása, azaz központi utasításra többlet villamosenergia termelés beindítása, vagy éppen a termelés visszafogása.

## Fordítás
- Ez a szócikk részben vagy egészben  a   Schaltleitung című német Wikipédia-szócikk fordításán alapul.  Az eredeti cikk szerkesztőit annak laptörténete sorolja fel. Ez a jelzés csupán a megfogalmazás eredetét és a szerzői jogokat jelzi, nem szolgál a cikkben szereplő információk forrásmegjelöléseként.